# Teucrium pseudochamaepitys

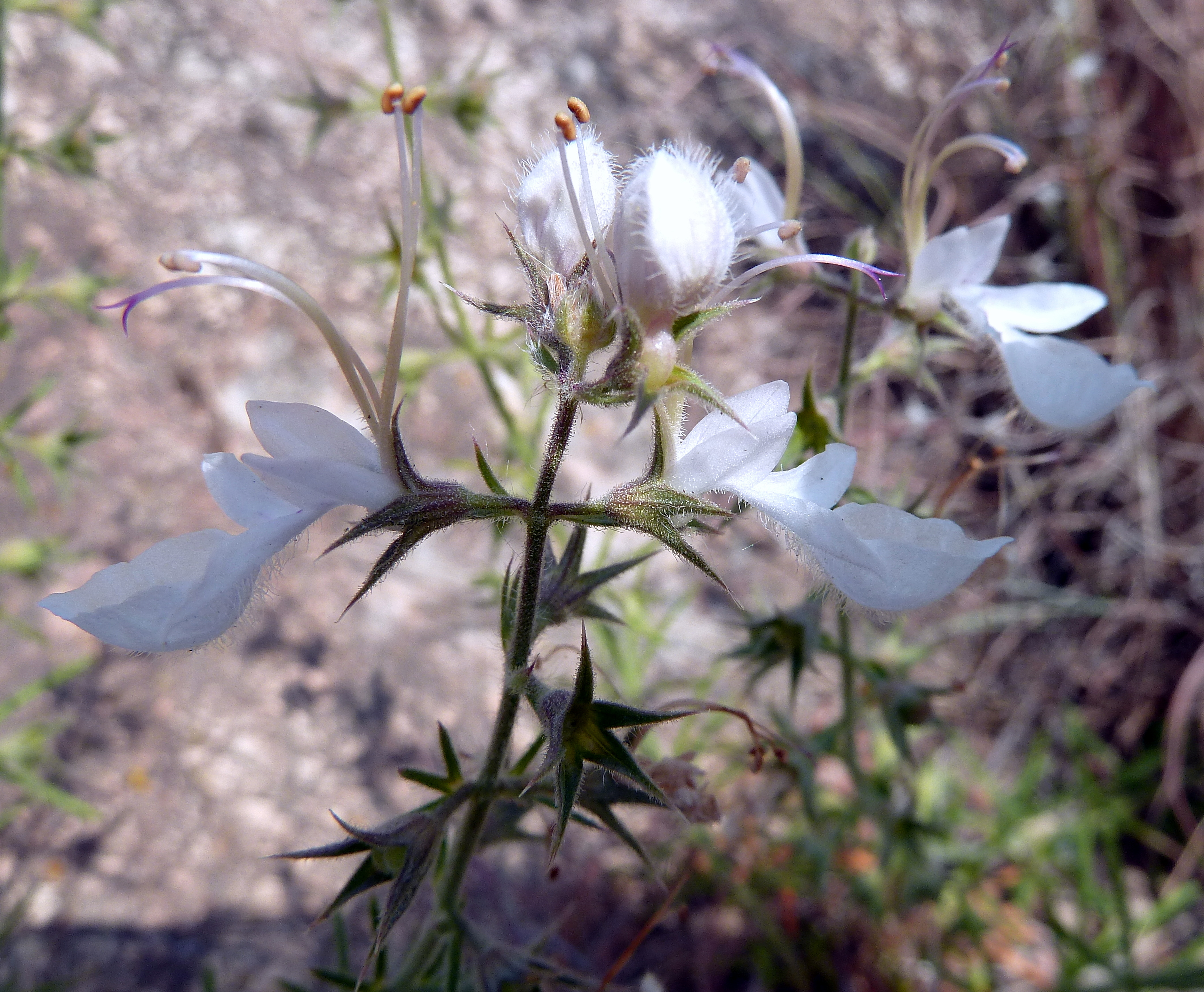
Verticilos de 2 flores opuestas, uno en floración, otro en pre-antesis.

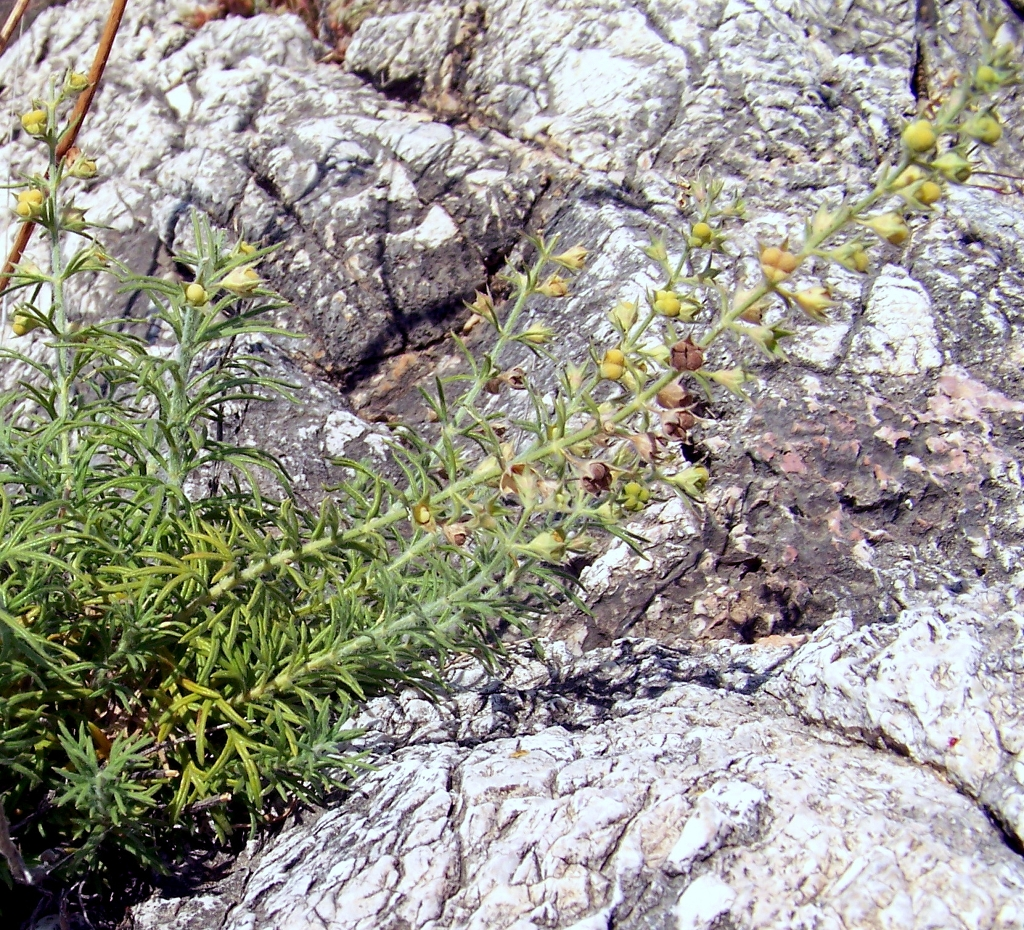
Individuo en fructificación, con tetranúculas inmaduras y maduras.

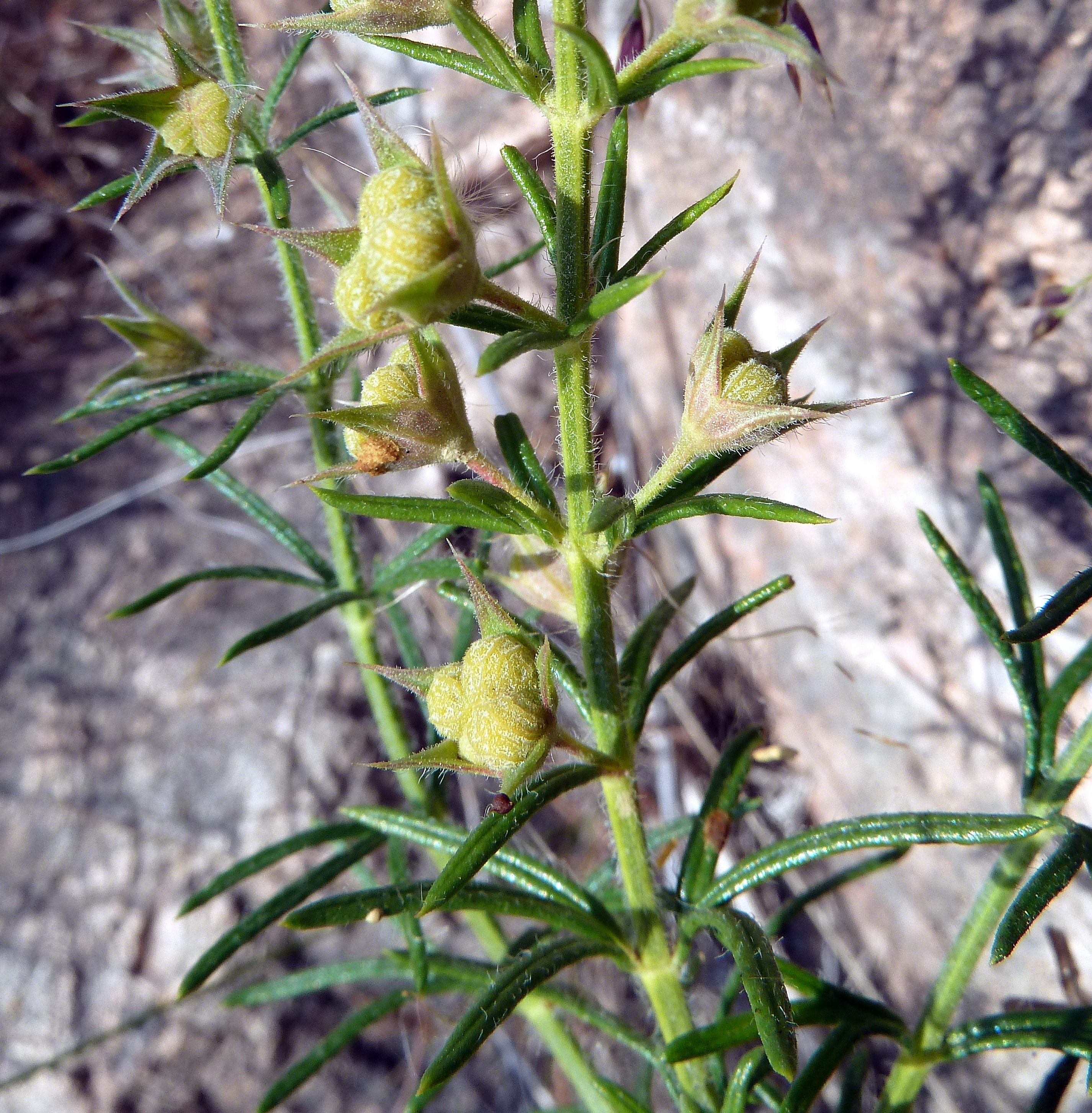
Frutos (núculas) inmaduros in situ.

El pinillo bastardo o yerba de la Cruz  (Teucrium pseudochamaepitys) es una planta de la familia Lamiaceae.

## Descripción
Planta perenne, hirsuta, raramente glabra, de 20-50 cm de alto con tallo erecto, no ramificado, de base leñosa y con follaje denso. Las hojas son opuestas, de hasta 70 mm de largo, pinnatisectas o bipinnatisectas, con lóbulos de 0,5-2,6 mm de anchura, lineares o linear-lanceolados, revolutos, escábridos, con haz densamente pubescente con pelos largos pluricelulares y envés cortamente pubescente y con glándulas sentadas, las superiores frecuentemente tripartidas con folíolos lineares, de 1-2 mm de ancho, puntiagudos. La inflorescencia está compuesta por verticilos de 2 flores hermafroditas opuestas en racimo terminal flojo. El cáliz, vello glanduloso, tiene 5 dientes tan largos o más que el tubo y la corola, blanca hasta rosa -con o sin vetas moradas-, tiene 1-1,5 cm de largo, el doble de larga que el cáliz. El labio superior es ausente y el inferior es de 5 lóbulos. El tubo corolino no tiene anillo de pelos. Hay 4 estambres y el estigma es muy sobresaliente. El ovario maduro se divide en 4 frutículos (núculas)  bi/tri-milimétricas con costillas longitudinales y ápice reticulado.

## Distribución y hábitat
Matorrales, lugares áridos, laderas pedregosas, en substratos calizos, yesos o margas, más o menos nitrificados; desde el nivel del mar hasta 1500 m de altitud. Florece de febrero hasta agosto. Oeste de la región mediterránea y Norte de África, en Marruecos, Argelia y Túnez. Centro, Sur y Este de la península ibérica.

## Taxonomía
Teucrium pseudochamaepitys, fue descrita por Carlos Linneo y publicado en Species Plantarum 2: 562. 1753.
Etimología
Teucrium: nombre genérico que deriva del Griego τεύχριον, y luego el Latín teucri, -ae y teucrion, -ii, usado por Plinio el Viejo en Historia naturalis, 26, 35 y  24, 130, para designar el género Teucrium, pero también el Asplenium ceterach, que es un helecho (25, 45). Hay otras interpretaciones que derivan el nombre de Teucri, -ia, -ium, de los troyanos, pues Teucro era hijo del río Escamandro y la ninfa Idaia, y fue el antepasado legendario de los troyanos, por lo que estos últimos a menudo son llamados teucrios. Pero también Teucrium podría referirse a Teûkros, en latín Teucri, o sea Teucro, hijo de Telamón y Hesione y medio-hermano de Ajax, y que lucharon contra Troya durante la guerra del mismo nombre, durante la cual descubrió la planta en el mismo período en que Aquiles, según la leyenda, descubrió la Achillea.
pseudochamaepitys: epíteto compuesto por pseudo, "seudo, falso,..." y chamaepitys del Griego χαμαιπίτυς y luego el Latín chămaepytis, el cual significa literalmente "pino -o abeto- enano"  (de chamae, "pequeño, enano, rastrero" y Pitys, Πιτυς en Griego, que era una Driada, probablemente hija del dios Río Ladón, amada por Pan y que huyendo  para escapar de sus avances, se transformó en un abeto).  En su Historia naturalis, Plinio el Viejo (24, xx, 29) ("Chamaepitys..., flore pinus et odore": "El Chamaepitys..., que tiene las flores y el olor del pino") se refiere al género Ajuga -y sus diversas especies- muy próximo a Teucrium, pues es el género tipo de la subfamilia (Ajugoideae) en la cual entra Teucrium. En definitiva, ciertos nombres comunes en castellano, como "pinillo bastardo, pinillo falso", traducen exactemente el sentido de pseudochamaepitys.
Sinonimia
- Chamaedrys nissoliana (L.) Raf.
- Teucrium mauritanum L.
- Teucrium nissolianum L.
- Teucrium pseudochamaepitys var. nissolianum (L.) Nyman
- Teucrium pseudopitys Houtt.[11]

## Nombres comunes
- Castellano: agenciana, encinillas, falso pinillo, hierba de la calentura, hierba de la cruz, hierba de la estrella, hierba pastera, iva, orobal, orobaz, oroval, papo de vieja, pico de pájaro, pinillo, pinillo abierto, pinillo bastardo, pinillo falso, pinillo verde falso, pinillos, romerillo falso, troyana menuda, troyana portuguesa, yerba de la crugía, yerba de la cruz, yerba del cáncer. En cursiva, los vocablos más corrientes.[12]